# Dolinki (Gałęzice)
Dolinki – część wsi Gałęzice położona w Polsce, w województwie świętokrzyskim, w powiecie kieleckim, w gminie Piekoszów.
W latach 1975–1998 Dolinki należały administracyjnie do województwa kieleckiego.